# 紀伯倫 (喬治亞州)
澤布倫（英語：Zebulon）是一個位於美國喬治亞州派克縣的城市。根據2010年美國人口普查，該地人口為1174人，而該地的面積約為9.10平方千米。同時該地也是派克縣的縣治。

## 地理
澤布倫的座標為33°05′56″N 84°20′32″W / 33.09889°N 84.34222°W，而該地的平均海拔高度為262米（即860英尺）。